# Floresta Estadual de Faro
A Floresta Estadual (Flota) de Faro é uma Unidade de Conservação Ambiental (UC), possui uma área de aproximadamente 613.867 mil hectares, está situada na margem esquerda do Rio Amazonas (Calha Norte paraense), abrange 60% do território do Município de Faro e 40% do Município de Oriximiná. A Flota de Faro abriga o maior bloco de Unidade de Conservação e Terras Indígenas do Mundo. A Floresta Estadual de Faro no Estado do Pará foi criada sob o Decreto Estadual nº 2.605, de 4 de dezembro de 2006 (alterado pelo Decreto nº 2.557, de 6 de outubro de 2010 e retificado pelo Decreto nº 201, de 16 de setembro de 2011).

## Localização
A Floresta Estadual de Faro está situada na margem direita do Rio Nhamundá, na Região Oeste do Estado do Pará, na Calha Norte do Rio Amazonas. A Unidade de Conservação (UC) integra um amplo conjunto de Áreas Protegidas no Estado do Pará. Ao norte a Flota de Faro faz divisa com a Terra Indígena de Trombetas-Mapuera, com a comunidade Quilombola Cachoeira da Porteira (Flota de Trombetas) e com a Reserva Biológica (Rebio) do Rio Trombetas. A oeste  a Flota de Faro faz limite com a Terra Indígena Nhamundá-Mapuera; a leste com a Terra Quilombola do Alto Trombetas e a Floresta Nacional (Flona) Sacará-Taquera; ao sul, com o município de Nhamundá no Estado do Amazonas.

## Ligações Externas
Instituto de Desenvolvimento Florestal e da Biodiversidade do Estado do Pará - Ideflor-bio
Secretaria de Meio Ambiente e Sustentabilidade